# Þrýmskviða

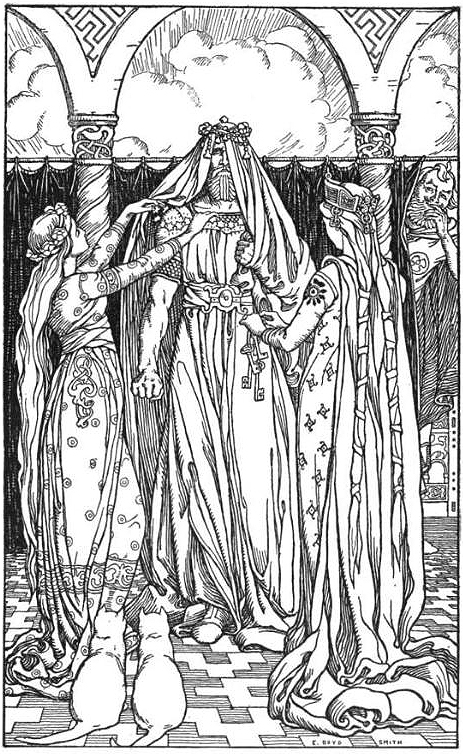
Thor wordt door Freya verkleed als vrouw, Loki lacht achter het gordijn, 1902

Þrymskviða (Thrymskvida) of de Ballade van Heibel is een dichtwerk in de Edda uit de Codex Regius. Het is een oude Germaanse mythe.
In de winter wordt Thors hamer Mjöllnir gestolen door de reus Þrymr. Als Thor wakker wordt moet hij eropuit om zijn hamer terug te halen, maar komt erachter dat Þrymr de hamer enkel teruggeeft als hij met Freya trouwen mag. Loki verzint hierop een list en Thor gaat vervolgens met Heimdall naar Jotunheim, verkleed als vrouw (hij leent het verengewaad van Freya). Hier zijn de reuzen licht verbaasd dat een vrouw twee ossen opeet en een ton bier wegdrinkt, maar Loki, de listige, zegt hierop dat Freya van vreugde de hele reis niet had gegeten, noch gedronken.
Uiteindelijk krijgt Thor de hamer weer in zijn bezit en slaat alle reuzen dood.

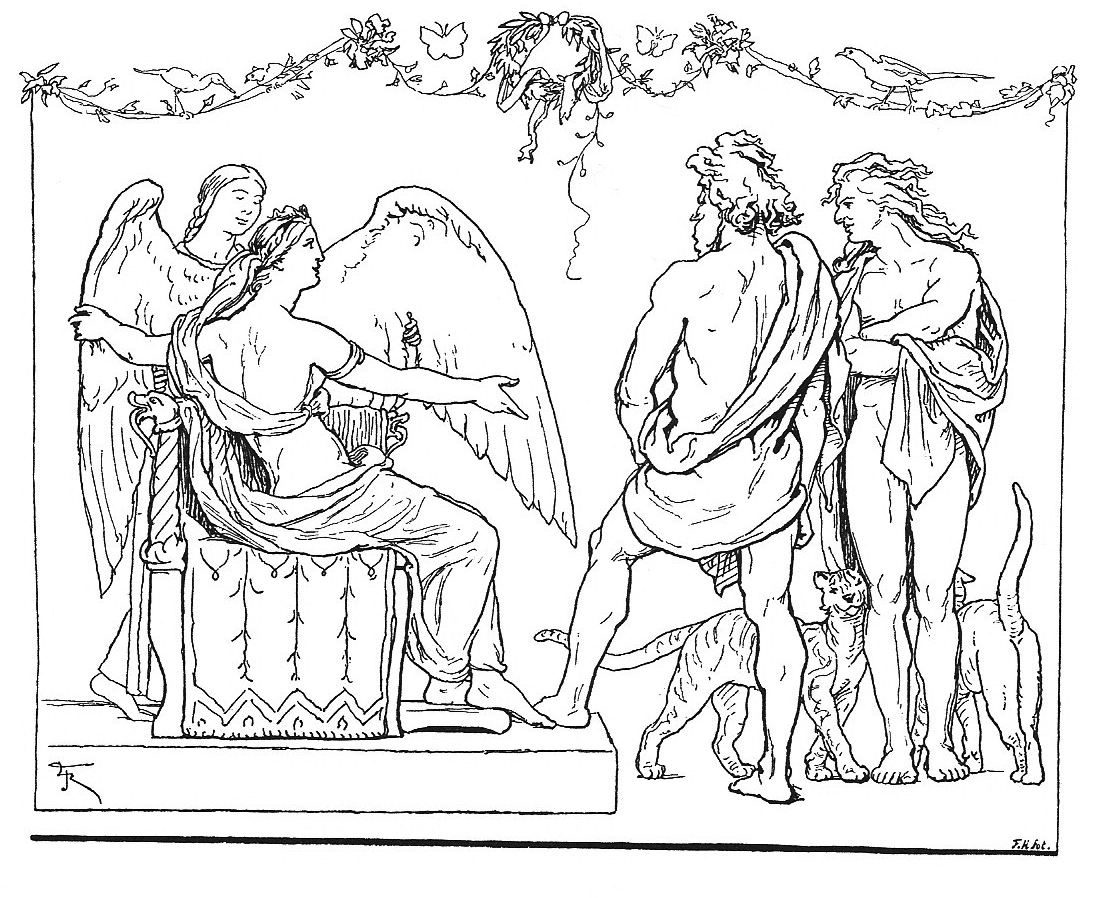
Freya en een dienares geven het verengewaad aan Thor, de katten van Freya zijn dol op Loki
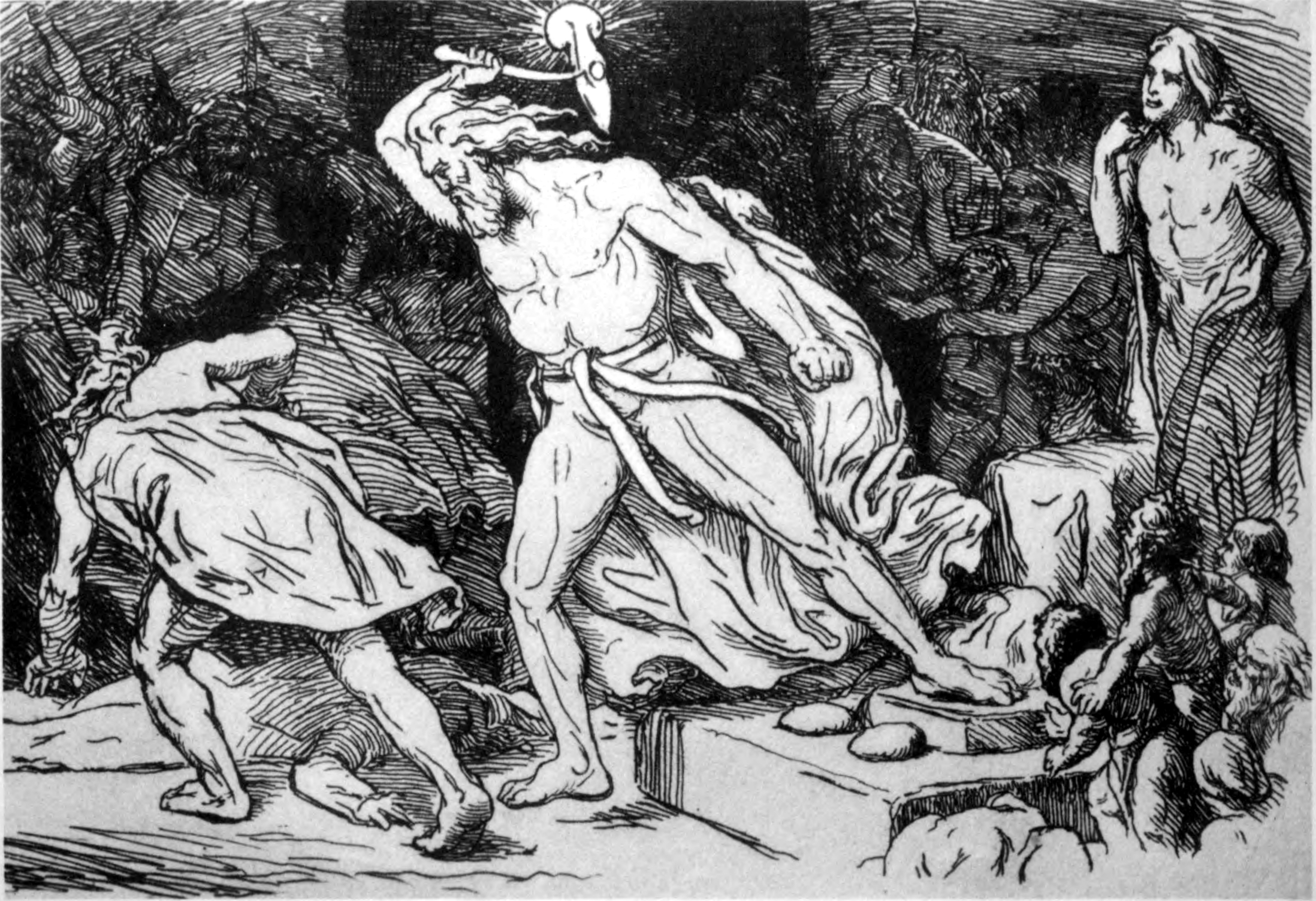
Thor slaat Þrymr met zijn hamer

Þrymskviða is vol humor en detail en is met een eenvoudig taalgebruik geschreven.